# Гурка, Ольгерд
Ольгерд Гурка (пол. Górka Olgierd; 12 декабря 1887 – 26 ноября 1955) — польский историк, военный, публицист, дипломат, политик, представитель польско-украинского взаимопонимания. Доктор философии (1909).
Родился в г. Рава-Русская. Окончил гимназию в г. Березовка, учился в Венском университете и Львовском университете. Получил хабилитацию во Львовском университете (1916).
Совершенствовал знания по истории в École des Chartres (школе Хартий) в Париже (Франция). Перед Первой мировой войной уехал на Восток, учился в университете св. Иосифа в г. Бейрут (ныне столица Ливана) и Русском археологическом институте в г. Стамбул. В 1912-13 преподавал в гимназиях.
В августе 1914 вступил в Польские легионы, в которых находился до 1917 г., пройдя путь от рядового до ротмистра.
В 1919 году получил звание майора. Военный атташе Польши в Берне (1919-20, Швейцария) и Бухаресте (1920-23, Румыния). Окончил Высшую военную школу в г. Варшава. В 1925 вышел в запас как дипломированный майор.
Вернулся к научной и преподавательской работе. Был редактором «Dziennika Lwówskiego» (1927-30). В 1930-39 — профессор Львовского университета, одновременно генеральный секретарь Восточного института в Варшаве и директор Востоковедческой школы при этом институте. Член правления созданного 8 июня 1933 Польско-украинского общества, главной задачей которого была «работа над углублением и развитием польско-украинского сближения» и распространение социальной базы для реализации идей, провозглашенных в «Biuletynie Polsko-Ukraińskim». С началом Второй мировой войны мобилизован в сентябре 1939. После поражения Польши находился в Румынии, впоследствии во Франции; работал в Лондоне (Великобритания) при польском эмиграционном правительстве, занимался национальным вопросом. Оставил пост в декабре 1944 г. Осенью 1945 вернулся в Польшу, где был директором Бюро по еврейским делам при МИД ПНР (1946-47). Генеральный консул ПНР в Иерусалиме. В июне 1952 снова вернулся в Польшу. С 1954 — профессор Варшавского университета.
Уже с первых шагов в науке особое внимание обращал на связь истории Польши с историей Юго-Восточной Европы. Подверг ревизии взгляды польских историков на события освободительной войны под руководством Б. Хмельницкого, критиковал отражение этих событий в исторической трилогии Генрика Сенкевича. Подчеркивал необходимость для польских историков использовать восточноевропейские источники и соответствующую историографию; опубликовал ряд ценных источников по истории Восточной Европы XV-XVII вв. Примененная методика позволила Гурке существенно скорректировать (в сторону уменьшения) численности татарских и казацких войск, которые в XVII веке. принимали участие в войнах с Речью Посполитой, преподнеся взамен их войсковые качества.
Автор целого ряда работ по истории Польши и Восточной Европы.
Умер в Варшаве.

## Избранные публикации
- Przyczynki do dyplomatyki polskiej XII wieku, Lwów 1911.
- Studya nad dziejami Śląska. Najstarsza tradycya opactwa Cystersów w Lubiążu, Lwów: A. Altenberg 1911.
- Über die Anfänge des Klosters Leubus, Breslau: F. Hirt 1913.
- Odczyt w drugą rocznicę wyruszenia w pole II Brygady Legionów POlskich 30.IX 1914 – 30.IX 1916, 1916.
- Anonymi descriptio Europae Orientalis „Imperium Constantinopolitanum, Albania, Serbia, Bulgaria, Ruthenia, Ungaria, Polonia, Bohemia” anno MCCCVIII exarata ed., praef. et adnotationibus instruxit Olgierd Górka, Cracoviae: Gebethner sumptibus Academiae Litterarum 1916.
- Studya nad dziejami Śląska: najstarsza tradycya opactwa Cystersów w Lubiążu, Wyd. A. Altenberg, Lwów 1911.
- Bohaterowie krzyża, Warszawa: „Rój” 1925.
- Śmierć w purpurze: Cezar, Kleopatra, Warszawa: „Rój” 1925.
- Stan badań i zadania historjografji stosunków polsko-rumuńskich, Lwów 1926.
- W majestacie śmierci: (Jan Luksemburczyk; doża Marino Falieri; Joanna D’Arc), Warszawa: „Rój” 1926.
- La chronique de l'époque d’Etienne le Grand de Moldavie, soit la source la plus ancienne mais jusqu’ici inconnue de l’historiographie roumaine = * * * Kronika z czasów Stefana Wielkiego Mołdawskiego. Nieznane najstarsze źródło rumuńskiej historjografji, Kraków 1929.
- Najstarsza historjografja rumuńska, Lwów 1930.
- Dziejowa rzeczywistość a racja stanu Polski na południowym Wschodzie, Warszawa 1933.
- „Białogród i Kilja, a wyprawa 1497 r.” = Bélograd (Akkerman) et Kilia et la compagne de 1497, Warszawa: Societas Scientiarum Varsaviensis 1932.
- Na marginesie propagandowej obrony Pomorza, Warszawa 1933.
- Zagadnienie czarnomorskie w polityce polskiego średniowiecza. Cz. 1, 1359-1450, Warszawa 1933.
- „Ogniem i mieczem” a rzeczywistość historyczna, Libraria Nova, Warszawa 1934 (wyd. 2 oprac., posłowie Przebieg wydarzeń w powstaniu Chmielnickiego 1648-1651 i przypisami opatrzył Wiesław Majewski, Warszawa: Wydawnictwo Ministerstwa Obrony Narodowej 1986).
- Uwagi orjentacyjne o Tatarach polskich i obcych = (Remarques d’orientation sur les Tartares en Pologne et dans les autres pays), Zamość 1935.
- Optymizm a pesymizm w historjografji polskiej. Odwrócenie pojęć, Lwów: Polskie Towarzystwo Historyczne 1935.
- Liczebność Tatarów krymskich i ich wojsk, Warszawa 1936.
- Rola ludzi a warunków w tworzeniu Europy Wschodniej XX wieku, Warszawa 1936.
- Naród a państwo jako zagadnienie Polski, Warszawa 1937.
- Nieznany żywot Bajezida II źródłem dla wyprawy czarnomorskiej i najazdów Turków za Jana Olbrachta, Lwów 1938.
- Outline of Polish history: past and present, Jerozolima 1939 (wyd. 2 London: M. I. Kolin 1942).
- Legenda a rzeczywistość obrony Częstochowy w roku 1655, Warszawa: Państwowe Wydawnictwo Naukowe 1957.
- Historia Chana Islam Gereja III/Hadży Mehmed Senai z Krymu (uzup. i komentarze wraz ze Zbigniewem Wójcikiem, red. naukowa Zbigniew Wójcik), Państwowe Wydawnictwo Naukowe, Warszawa 1971.